# علم إسرائيل
علم إسرائيل (بالعبرية: דגל ישראל) هو العلم الرسمي لدولة إسرائيل الذي يمثل الدولة وسيادتها ومؤسستها ومواطنيها، سواء كان في إسرائيل أو في العالم. هذا العلم ذو الخلفية البيضاء الذي يتجلى به خطين أفقيين لونهما ازرق داكن، وبينهما نجمة داوود بنفس اللون.
كانت بداية هذا العلم منذ أيام الهجرة الأولي، حيث تبنته الحركة الصهيونية شعارًا لها منذ نشأتها في عام 1897. تم اختيار هذا العلم بدلاً من (علم النجوم السبعة) الذي إقترحه بنيامين زئييف ثيودور هيرتسل. وبعد قيام الدولة في عام 1948 سعي مجلس الدولة المؤقت حول إيجاد علم للدولة، فتم ترشيح علم الحركة الصهيونية بشكل رسمي ليستخدم شعارًا لدولة إسرائيل في 28 أكتوبر 1948، وقد تم تفضيله وفقا لأفكار أخرى خاصةً لأنه يملك شعبية كبيرة التي كانت لديه عند الشعب اليهودي.
يرى جزء كبير إلى حدٍ ما من السكان اليهود بإسرائيل، ومن اليهود الذين يعيشون في دول آخرى أن في العلم القومي رمزا لاستقلال دولة إسرائيل، ومن أحد التعبيرات عن النصر رفع العلم علي أسطح المنازل وعلي السيارات في ذكرى يوم الاستقلال (يوم إقامة الدولة عام 1948). هناك جدل في القطاعات الحريدية والقطاعات العربية حول علاقة العلم وعن مكانته في المجتمعن خاصة إنه رمز للصهيونية واليهودية.

## صورة العلم
صورة علم الدولة والعلاقات بين الأبعاد التي حددت وأعلنت في البيان الرسمي لمجلس الدولة المؤقت:
يبلغ طول العلم 220 سم، وعرضه 160 سم. الخلفية بيضاء وعليها خطين لونهما ازرق داكن، والمساحة بينهما 25 سم، مائلة إلى كل طول العلم من الضلع إلى الضلع. المسافة بين الخط العلوي والخط السفلي تبلغ 15 سم. ويتوسط الخلفية البيضاء بين الخطين الزرقاوين بمسافة متساوية «نجمة داوود» المتكونة من ستة خطوط زرقاء عرضها 5.5 سم لكل منهما، يندمج فيها مثلثين متساوي الأضلاع، وقاعدتهما تتوافق مع طول الخطين الزرقاوين للعلم «هذا العلم كان معروفا باسم ريشون لتسيون».

## تاريخ علم إسرائيل
استخدام العلم لإقامة دولة إسرائيل
المقال الرئيس –العلم العبري
علي مايبدو، كان الأديب النمساوي اليهودي لودفيج أغسطس فرانكل هو أول من طرح فكرة " أن الألوان القومية اليهودية هي اللون الأزرق والأبيض. عام 1864 , بعد زيارة القدس، باسم (ألوان أرض يهوذا) الاستخدام الفعلي لهذا العلم، في تصميمه المأخوذ، يمكن أن ينتسب لأيام الهجرة الأولي.
وقد وثق الأديب مردخي هليل كوهين في حفل تكريم الميلاد ال100 لموسي مونتيفوري، في عام 1884 وبها «في المرة الأولي ظهرلنا ان الألوان القومية كثيرة ولم نعلم أن الأزرق والأبيض هما لونا شعبا».
اختيار الألوان، سواء كانت علي يد فرانكل وعلي يد أشخاص من الهجرة الأولي، لم تكن بالمصادفة، لان كما هو المتعارف عليه في التقاليد اليهودية القديمة اعتادوا ارتداء شال الصلاة ذو اللون السماوي (الطاليت)والذي تم ذكره في سفر (العدد) الإصحاح 15 الفقرة 37-39 :
«وكلم الرب موسي قائلا: كلم بني إسرائيل وقل لهم ان يصنعوا لهم اهدابا في أذيال ثيابهم في أجيالهم ويجعلوا علي هدب الذيل عصابة من إسمانجوني» [الاسمانجوني هو اللون السماوي طبقا للتفسير الذي ورد في شرح الكتاب المقدس للقس أنطونيوس فكري ]*.
ورمز نجمة داوود التي تتوسط العلم، وجدت في ثقافات الشعوب منذ فترة التاريخ القديم، ولكن تم ربطها باليهودية في عناصر الفن والاستخدامات المقدسة العديدة.
رفع إسرائيل بلكيند في 1885 , مؤسس حركة بيلو، وكان العلم تصميمه يشبه لعلم إسرائيل الحالي الذي أعده معه فاني ماروفيتش (رقعة من القماش الأبيض: عليه شريطين سماوين مثل التي في الطاليت لدينا ونجمة داوود ذو اللون الأزرق)
في احتفالات الذكري السنوية الثالثة لمستعمرة «ريشون لتسيون» كان وقت ذلك العلم معروف باسم (علم ريشون لتسيون). يشبه هذا العلم الذي استخدمه مايكل هالبيرن في حدث بنس تسيونا في عام 1891 , وكذلك اُستُخدم في (منظمة أبناء صهيون)لهذا العالم.
لم نكن نعرف كيف كانت الأحداث لدي أولئك الذين حضروا المؤتمر الصهيوني الأول في بازل 1897, حيث حصلوا علي موافقة علي العلم ذي الخطين الزرقاوين اللذين علي الخلفية البيضاء ويتوسطهما نجمة داوود، وقد رفض اقتراح بنيامين زئيف هرتسل وهو (علم ذو سبعة نجوم ذهبية).وكانت هذه ظروف نشأة العلم الإسرائيلي الذي كان في الأصل علم الحركة الصهيونية، كما وصفه ديفيد ولفسون، في حين انه يصف نفسه بانه الأب الروحي لفكرة تصميم العلم وفقا لشال الصلاة (الطاليت):
"جاء في مرسوم زعيمنا هرتسل: جئت لبازل، لإتخاذ كل الاستعدادات للمؤتمر الأول.ومن بين العديد من التساؤلات التي كانت تشغلني كانت أحدها...وضع العلم ولكن المؤتمر؟ ماهي ألوانه؟ ولكن لم يكن لدينا علم.
هذه الفكرة ألمتني جدًا. نحن نحتاج إلى إنشاء علم. ولكن ماهي الألوان التي سنختارها؟
ومن هنا توهجت في ذهني هذه الفكرة: حقا نحن لدينا علم.الأبيض الأزرق.الطاليت (شال الصلاة) الذي نتشح به في صلواتنا –هذا الطاليت هو رمزنا. وجدنا إذن ان هذا الشال هو الذي يجب أن يعلن أمام إسرائيل وجميع الشعوب. وطلبت آنذاك علم أزرق ابيض ونجمة داوود المرسومة عليه، وهكذا جاء علمنا القومي إلى العالم.(ديفيد ولسون)
في نهاية الحرب العالمية الأولي، بعد أن طرد اليهود من تل أبيب وانتقلوا من مدينة كفار سابا الي مدينة يافا، ابتكر أحد الزعماء المحليين الحاخام مناحيم إسحق كاليونر فكرة رفع العلم علي نوافذ منازلهم، ورسم صورة العلم المعروفة اليوم.وفي عام 1920 دعا بعض التجار الأوائل مصنع في إيطاليا.
وفي فترة التسوية خدم العلم الحركة الصهيونية، وكان يُرفع علنا في المناسبات الرسمية. إستخدمها اللواء اليهودي في شارة الكتف الخاصة بالامين بنفس تصميم العلم.وقاد رجال اللواء رفع علم إسرائيل إلى جانب العلم البريطاني، ولكن واجه القادة البريطانيين علي هذا السياق. وفي وقت إعلان الاستقلال «إقامة الدولة» زُينت القاعة بعلم كبير، الذي بُسط علي الحائط وراء الخطباء، واستخدم كمركب من التصميمات الجذابة، التي تؤكد وقتذلك علي استقلال إسرائيل من الانتداب البريطاني.

## الموافقة على العلم كعلم إسرائيل
بعد إقامة الدولة كان هناك خوف من أن يصبح علم الحركة الصهيونية هو علم دولة إسرائيل فأن ذلك يولد مشاكل سياسية وقانونية لأعضاء الحركة الصهيونية الذين هم مواطنى دول أخرى
وبالتالى رُفِع أعلام الدولة على متن السفن -علم السلاح البحرى وعلم الأسطول التجارى. وطالت المناقشة عامة بشأن العلم والنظر في مقترحات مختلفة للتصميم
قدمت لجنة العلم والشعار الخاصة بمجلس الدولة المؤقت عدة مقترحات وتم استقبال عدد كبير من الأفكار لتصميم العلم واستندت معظمها إلى علم الحركى الصهيونية مع اختلافات قليلة.
- اضافات خاصة تم اقتراحها (تقديمها)

اقتراح אוטה וליש وهو خطين سميكين باللون الأزرق على خلفيه بيضاء وبينهم سبعة نجوم ذهبيه مشابهه لنجمة داوود وهذا الالإتراح ذكرهه בנימין זאב הרצל في كتابه (دولة إسرائيل) وتم اختيار هذا الاقتراح بأعتباره الفائز من قبل اللجنة
تغيير لون نجمة داوود الصفراء لانها عندما تذكر فهي تشير إلى ضحايا المحرقة
إضافة صورة (جور اسد يهودا) (كما يبدو اليوم رمزا لمدينة القدس) في وسطة نجمة داوود بشكل مشابه لرمز الكونغرس (المؤتمر)الصهيونى الأول.
מרדכי נמצא-בי اقترح في كتابه (العلم) ادماج العلم الصهيونى داخل علم دولة إسرائيل بشكل مشابه لمزيج علم المملكة المتحدة مع اعلام رابطة الشعوب البريطانية (الكومنولث)
وفي نهاية الأمر تقرر اعتماد علم الحركة الصهيونية بدون أي تغيير، فهذا يرجع في الأساس إلى شعبيته الكبيرة بين الشعب اليهودى، حتى بدأت الدول والمنظمات الأجنبية الاعتراف به كعلم وطنى للشعب اليهودى
فهذا القرار تم اتخاذه بعد المراسلات التي اجراها משה שרת مع الجماعات الصهيونية في العالم وخاصة في الولايات المتحدة الإمريكية، وتم اتخاذ الموافقة وشجع على هذا ان علم الحركة الصهيونية العالمية سيستخدم أيضًا كعلم لدولة إسرائيل وتم اتخاذ القرار النهائي بشأن علم دولة إسرائيل في 28 أكتوبر 1948 .
وكان هناك نيه بأن تدرج السبعة نجوم الذهبية الخاصة بهرتسل في شعار الدولة بلا من شعارها. ولكن في نهاية الأمر تم اختيار شعار لايتضمنهم وماتبقى فهم رمز للمدن الإسرائيلية

## قانون العلم
حددقانون الوضع القانوني والسياسي لعلم إسرائيل ورمزه وفقا لقانون العلم، وحدد قانون العلم الشعار ونشيد الدولة لعام 1949، والصادر في 24 مايو 1949 .
ويحدد القانون علم الدولة، شعار الدولة ونشيدها الوطني. ويحظر القانون استخدام العلم لأغراض تجارية، خاصة إنتاج الاعلام وبيعها، وفي هذه الحالات يجب الحصول علي إذن من وزير الداخلية. وينص القانون الأماكن التي يوجد فيها التزام لرفع العلم مثل (الدوائر الحكومية)، ويضع حظرجنائي للإهانة كرامة علم لدولة. الاستخدام السليم للعامة العلم الوطني عادة للأعراف المعمول بها في بلدان أخرى، ولكن نختلف عنهم في العديد من الجوانب المهمة. في الولايات المتحدة يعتبرحرق أو تدنيس العلم الوطني من قبل المواطنين خاصة تعبير عن التطرف، ولكن يحميه إطار مبدأ حرية التعبير. القانون الإسرائيلي لا يسمح بحرية تعبير مشابهة. ومع ذلك، اللوائح حول استخدام العلم من قبل المسؤولين أكثر صرامة مما كانت عليه بإسرائيل. في الولايات المتحدة حدد قانون، على سبيل المثال، يجب أن يرتدي الحرس اللون الرسمي الخاص بعلم الدولة، وأن المسؤولين ينبغي أن تحصل علي الرعاية من العلم ودفن العلم كملابس بالية في الأرض. هذه الأمور ليست موجودة في إسرائيل (باستثناء هيئة الأركان العامة فكانت هذه وظيفتها، بدًأ بالجنود). وفي بريطانيا اعتاد المواطنين استخدام العلم الوطني (في «الاتحاد جاك») كزينة، وحتى علي اكياس المتاجر الكبري أو علي الملابس الداخلية. اما إسرائيل فاستخدام مثل هذا للعلم غير مقبول.
يحدد القانون الإسرائيلي الأقدمية للعلم حيث يلوحون بالاعلام في المؤسسات والمنظمات، بحيث ترفع الراية للبلد أولا وعرض برنامجاً من تاريخ الماضيو. عندما رفع علم الدولة مع أعلام بلدان أخرى وجدعلاقة ان جميع الأعلام على حد سواء.(أصبح متساوي مع باقي الاعلام الأخرى)
وفقا لإجراء تعديل على قانون 1997، والتي تم إضافتها بناء على مبادرة من MK ليمور ليفنات، أن يرفع راية المبنى الرئيسي أو أمام المبنى الرئيسي جميع المدارس والمؤسسات التعليمية المعترف بها من قبل وزارة التربية والتعليم، بما في ذلك المؤسسات المعترف بها ولكن غير رسمية. ومع ذلك، فإن القانون لا يطلب اعترافات المؤسسات برفع العلم من قبل وزارة الشئون الدينية، والمؤسسات التعليمية الحريدية والتي قد تمانع رفع العلم.
قوانين العلم والشعار (استخدام دولة العلم)، 1953، والتي وردت في 16 أبريل 1953 تحديد تفاصيل فنية كثيرة حول الطريقة التي سيتم رفع العلم بها، وكيفية الاستخدام السليم لها
الكثير من سكان الدولة اليهودية يروا في العلم التعبير عن قومية واستقلال الشعب، وشعاره. على سبيل المثال، واحدة من التعبيرات البصرية كأقوى تطبيق لسيادة على أراضي الولة خلال حرب الاستقلال ورفع علم ورقي في إيلات .
الصور والرسومات مقبولة لعرض علم إسرائيل كما الساري من اليسار، كما هو شائع في معظم البلدان، ولكن على النقيض من الكتابة في العبرية والعربية فهما اللغتان الرسميتان في إسرائيل. في بلدان أخرى حيث من المعتاد أن يكتب من اليمين إلى اليسار (وخاصة في الدول العربية) تعرض عندما يكون صاري العلم علي اليمين .منذ العلم الإسرائيلي هو محور متماثل لكلا طولية وعرض المحور، واجب تغيير الموقع لا تغيير شكل العلم. يرفع العلم أيضا، والشنق عموديا ارتفاع بأكمله كذلك يمارس من المبنى. في مثل هذه الحالة غالبا ما تميل لتمتد إلى ما هو أبعد من النسب التي حددت في قانون العلم، والمعتاد في هذه الحالة تحويل نجمة داود التي استمررأسها يشير إلى أعلى وأسفل (بدلا من خطوط زرقاء). هذه الطريقة مثيرة للجدل: في عيد الاستقلال 2008 قدم بنك هبوعليم الأعلام الإسرائيلية (التي صنعت في الصين) وبها نجمة داود ذو الرؤؤس المشيرة صعودا وهبوطا. وقد زعم كل من القناة 7 ونقادأخرون أن هذا يشكل انتهاكا لقانون العلم. [4]
في ديسمبر 2010، وافق الكنيست علي تعديل قانون العلم وشعار ونشيد الدولة، الذي فرضته على المؤسسات الممولة كليا أو جزئيا من قبل الدولة لشراء الأعلام الوطنية التي صنعت في إسرائيل فقط .

## نسبة العلم
وافقت المؤسسات الحضرية رفع العلم الوطني الي جانب علم السلطة المحلية . وفي غضون أسبوع قبل عيد الاستقلال، اعتادت السلطات المحلية تزيين أعمدة الإنارة بأعلام الدولة وأعلام السلطة المحلية. وأصبح رفع العلم على اسطح المنازل خاصة في عيد الاستقلال مقبولاً. هذا ليس مطلوباً بموجب القانون أو لائحة، وإلا أن سلطات الدولة شجعت المواطنين للقيام بذلك. كما شكلت في نهاية القرن العشرين العادة أن يعلق العلم على السيارات في يوم عيد الاستقلال بواسطة لائحة خاصة.
وخلال تلك السنين، قدم بعض لفتات ذات صلة بالعلم، وهي عادة للتعبيرعن وضعها الراسخ والقوي.وعلى سبيل المثال، تغطية بناء مسرح«هبيما» في تل أبيب بعلم إسرائيلي ضخم، خلال حرب الخليج الأولى، التي بها أطلق صواريخ على تل أبيب. عزام عزام، الذي سجن في مصر بتهمة التجسس كان متشحا بالعلم الإسرائيلي في الوقت الذي عاد فيه من السجن في 2004 .
وبالإضافة إلى ذلك، اعتمد المواطنين الإسرائيليين الممارسات المقبولة في بلدان أخرى بشأن العلم الوطني. على سبيل المثال، سيرفر غال فريدمان نفسه كان متشحا بالعلم عندما فاز بالميدالية الذهبية في أولمبياد أثينا عام 2004 . التغطية بالأعلام الوطنية هي ممارسة شائعة بين الرياضيين الذين يمثلون البلدان في المسابقات الرسمية. ورائد الفضاء ايلان رامون الذي اهان علم دولة إسرائيل، جنبا إلى جنب مع الكائنات الأخرى ذات مغزى اللوحة للاطفال الذين لقوا حتفهم في المحرقة، رسالة من رون أراد، وكأس المقدس والتوراة الصغيرة. هذه الممارسة أيضا، واتخاذ العلم وغيرها من البنود الهامة، والأرباح بين رواد الفضاء من دول مختلفة خلال الرحلات إلى الفضاء.
يعتبر«الأزرق والأبيض» ألوان العلم وهي ترمز إلى المنتجات الإسرائيلية، وجاء التعبير باللغة العامية مثل «الأزرق والأبيض شراء».
في احتجاج ضد خطة فك الارتباط المستخدمة في كلا الجانبين العلم الإسرائيلي للتعبير عن معارضتهم أو دعم لبرنامج. «الشرائط البرتقالية» التي رافقت معسكر المعارضين للخطة، تعلق في البداية بالعلم، وظهرت بعد ذلك في «الأعلام البرتقالية» في العلم، ولكن اللون البرتقالي. أعرب عن أنصار الخطة ودعمهم عن طريق عرض خطوط زرقاء، أو زرقاء وبيضاء، وذلك لتذكير بالعلم الإسرائيلي.
وعلى مقربة من الاحتفال بذكري عيد الاستقلال 60 ل دولة إسرائيل (2008) تفسير حجم العلم الإسرائيلي 100 من 200 متر عند سفح المدينة الحمراء. هذا هو العلم الأكبر في العالم اليوم (مارس 2008). [5]

## الجيش الإسرائيلي وعلم الدولة
تربط إدارة الاركان العامة 33.0401 علاقة علم إسرائيل بعبم الجيش الإسرائيلي، وصور الأشخاص وبعلم العسكرية ووظيفتها. في دولة إسرائيل القائمة على الأغاني العسكرية الجماعية والتي بها الكثير من النصوص الحكومية/الرسمية (وبخاصة النصوص المركزة على الذكرى لمصابى المعارك في إسرائيل وبيوم إقامة الدولة وكذلك ذكرى الأحداث النازية وابطالها) ينظمون بالبرامج العسكرية وبمشاركة جنود الجيش الإسرائيلي ارتباط ماهية الجنود وعلاقتهم بالجيش الإسرائيلي وبالعلم وهي معيار مقبول وضمان للجنود وللشعب باكمله وبالتعليم وعلاقته واحترام العلم .
ووفقا لوظيفة العلم يرفع في كل وحدات الجيش الإسرائيلي يوميا بعد وقت الاستيقاظ وحتى نهاية اليوم مع الغروب .هذا الطقس يمثل ركائز رئيسة في الحياة الروتينية اليومية للجنود .ووفقا لوظيفته ترفع الاعلام في اوقات الحداد وذلك في ذكرى مصابى معرك إسرائيل سابقا وكذلك في يوم ذكرى الأحداث النازية وابطالها .وتحدد الحكومة مناسبات الحداد .وتندرج وظيفته أيضًا في ان العلم لم ير في المنفى "الأرشيف المحلى المحدد لذلك "وفي مشابهه للنطق اليهودى القديم لجنيزا الكتب المقدسة، وهاهى اعلام موحدة طبقا لقيمتها التاريخية "المحفوظ عليها طبقا لرؤية الجزء التاريخى للجيش الإسرائيلي

علم السلاح البحري الإسرائيلي

## علاقة الأقليات في إسرائيل بالعلم
علم الدولة غير مرحب به في القطاع الحريدي وفي القطاع العربي. المؤسسات التعليمية الحريدية لم يلتزموا برفع العلم، في حين أن مؤسسات الدولة التعليمية العربية اعتادت رفع العلم عدة مرات بصورة متواضعة أكثر من المعتاد في القطاع اليهودي. في القطاع الدروزي تم قبول رفع العلم الإسرائيلي جنبا إلى جنب مع علم الدروز، هذا العلم هو المشترك لكل الشعوب الدرزية في العالم.
على الرغم من أن علم الدولة أُقيم على أساس الرموز اليهودية، العديد من الحريديم يعتبرونه رمزا للحركة الصهيونية، وهي الحركة التي كانت تعارض أيديولوجيتهم، لذلك تجنبوا استخدام تلك الرموز. ومع ذلك، كان الحاخام شلومو يوسف كانيمان، رئيس مستوطنة بانيفيزيس حريصا على رفع كل عام في عيد الاستقلال العلم الوطني على سطح المستوطنة، وفي اعقاب ذلك اعتاد تغيير الحاخام مناحيم رجل اليعازر .
زعم الجمهور العربي أن هذا العلم لا يمثلهم، لأنه ليس به أي تمثيل للشعب العربي، لا الإسلام أو المسيحية . وأدي ذلك الأمر الي اقتراح لتغيير العلم عن طريق إضافة رمز الهلال المرتبطة بالإسلام ووضعها إلى جانب نجمة داود، أو اختيارتصميم أكثر حيادا من الناحية الدينية .
وبناء على هذه الاقتراحات كتب شلومو افينري عن الاقتراح بشأن العلم، انه من الممكن فهم العلاقة العربية الإسرائيلية للدعوات عن تغيير العلم باجتماعه مع نجمة داوود لكن أيضًا هناك اعلام لدول ديمقراطية كثيرة يظهر فيها الصليب: سويسرا والسويد، الدنمارك والنرويج، وكما هو مفهوم الصليب المضاعف لانجلترا واسكتلندا في العلم البريطانى .فهل يمنع اليهود الشرقييون بهذا هذه الدول لوضع عقائدهم على اعلامهم؟ كما هو مفهوم فهذا له صلة، حيث أن الدولة الديمقراطية ترتبط بالاقلية .في هذا المستوى الرمزى، عرب إسرائيل هم يعيشون في مجتمع جيد، من كل مكان، لا يعنى أي تطبيع ديمقراطى الزام الولة لتغيير أفضل شعاراتها "
لذلك اجاب سامى سموحة، في حين ان ليس هناك مساواة بين دول الغرب العقائدية على الاخلاق الديمقراطية الليبرالية والتي بها بذلمك الأساس العرقى يتكون من اثنين، وبين إسرائيل والتي تمثل العرقيات طبيعة تشكلها، وهويتها، وفي العنصر التأسيسى الذي لها وبالسياسات الشعبية القائمة فيها .
ووفقا لكلام سموحة ان كل ذلك (يقصد العلم) ليس هوية إسرائيلية قائمة على كل الشرق على أساس المساواة، يجب العمل على أن علم الدولة قائم على شعارات يهودية لها دلالاتها
مقترحات لتغيير العلم، والتي لم تشمل تصميم الخرسانة الجديدة العلم، لم يأت لمناقشة مؤسسات الدولة، ولكنها تأتي من وقت لآخر للمناقشة العامة، في جلسة استماع حول ما إذا كانت إسرائيل، على النحو المحدد في أساس قانون: كرامة الإنسان وحريته «دولة يهودية ديمقراطية»، أو، والطلب من بعض الدوائر، يجب أن يكون «دولة لجميع مواطنيها». وينظر الطلب على العلم التغيير إليها البعض على أنها تهديد لجوهر الدولة. وعلي خلفية تعليم ليمور ليفنات عندما كان وزير التربية والتعليم، في 2001، بدأت فرض تعديل العلم، ونظام رفع العلم علي الواجهات جميع المدارس في إسرائيل، بما في ذلك القطاع العربي والحريدي.